# New College

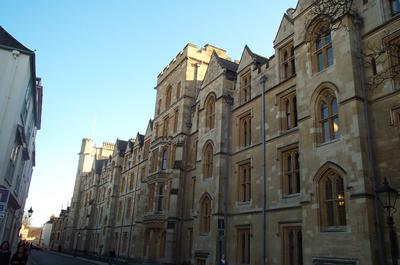
Holywell Street, New College, Oxford.

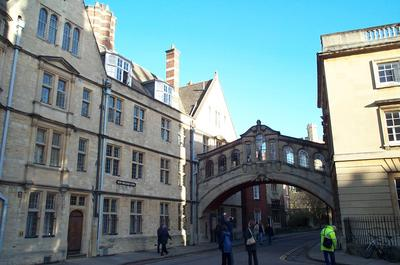
New College Lane, Oxford.

El New College es uno de los colleges que constituyen la Universidad de Oxford en el Reino Unido. Su nombre oficial es, College of St Mary, el mismo que el del antiguo Oriel College; de ahí que se le denominase “New College of St Mary”, y ahora se le llama “New College”. Es uno de los más famosos y académicamente más exitosos de los colleges de Oxford, se levanta a lo largo de Holywell Street y New College Street (conocida por el Puente de los Suspiros), junto al All Souls College, The Queen’s College y el St Edmund Hall. En 2006 tuvo un presupuesto estimado en 143 millones de libras.

## Historia
A pesar de su nombre, el New College es uno de los colleges más antiguos de Oxford, habiendo sido fundado originalmente en 1379. Fue el segundo college en estar dedicado a la Bienaventurada Virgen María, fue fundado por William de Wykeham, Obispo de Winchester. Fue fundado en colaboración con el famoso Winchester College, que se previó como un suministrador de estudiantes para Oxford, y las dos instituciones tienen sorprendentes similitudes arquitectónicas, ambas fueron obras del maestro albañil William Wynford. Ambos fueron establecidos para la educación de sacerdotes, después de la escasez de clero que se produjo tras la Peste Negra.
Además de ser el primer college de Oxford para pregraduados y el primero en tener a altos miembros de la administración del college dando clases particulares, el New College fue el primer college de Oxford que se estructuró alrededor de un patio principal, con habitaciones para estudiantes, un comedor, una biblioteca, y salas de estudio dentro del patio. El diseño de este patio inspiró a colleges posteriores, quizá el más reciente sea el St Catherine’s College, ya que Arne Jacobsen era una ferviente admiradora del “Oval”. (El patio del New College no es el primero de Oxford, sin embargo, si es el primero que contiene todos los elementos arriba expuestos; el primer patio fue el del Merton.)
Además de su reputación académica y su impresionante conjunto de edificios, el New College es mundialmente reconocido por el coro de su capilla. Como parte de los estatutos originales, William de Wykeham proveyó al college de una fundación coral, con coristas que cantarían en la misa y los oficios diarios. Es una tradición que continúa hoy en día. Además de sus funciones corales en la capilla, el coro ha conseguido la reputación de ser uno de los mejores coros anglicanos en el mundo gracias a sus muchas grabaciones y giras de conciertos. El órgano de la capilla fue construido por la firma Grant, Degens, y Bradbeer en 1969.

## Patrimonio histórico
En el momento de la fundación, el New College tenía la más grande colección de edificios para un college de Oxford, testamento de la experiencia de Wykeham como administrador de instituciones tanto civiles como eclesiásticas como Obispo de Winchester y Alto Canciller de Inglaterra.
Los terrenos del New College se encuentran entre los más grandes y bellos de Oxford. El claustro y la capilla son de particular interés, como es la antigua muralla (en torno a la cual el Colegio está construido); la mayoría de las vidrieras de la antecapilla han sido recientemente restauradas. Los jardines son igualmente impresionantes.
El college también está en posesión de una respetable colección de plata (que incluye plata dorada medieval del fundador, alojada en una vitrina en la capilla), y dos importantes “cuernos de unicornio” (de hecho son colmillos de narval).

### Claustro y campanario

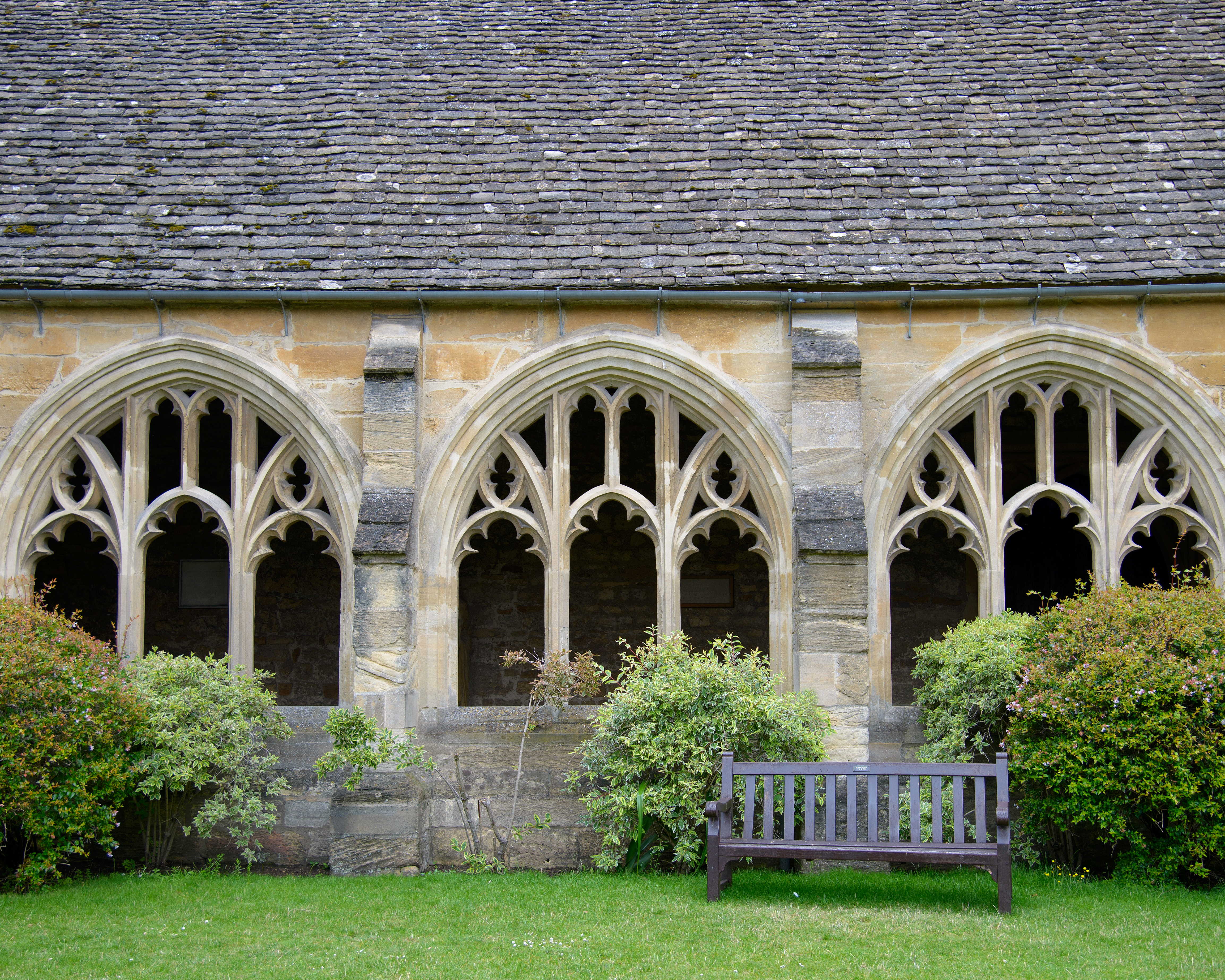
Tracería gótica en el claustro.

El claustro y el campanario fueron la última parte de los edificios originales del colegio en ser completados (en 1400). El claustro, de estilo gótico perpendicular, fue diseñado como un área de paz, tranquilidad, meditación y estudio, y mantiene esta función original. También hay numerosas placas conmemorativas en las paredes y tumbas bajo las losas, y las estatuas del siglo XIV alrededor de las galerías del claustro representan a varios santos. En un rincón se mantiene una encina plantada en el siglo XIX.
El campanario contiene uno de los más antiguos anillos de campanas, que es tocado por la Sociedad de Oxford de Tocadores de Campanas y la Sociedad de la Universidad de Oxford de Tocadores de Campanas.